# Секирино (Тверская область)
Секи́рино — деревня в Калининском районе Тверской области. Относится к Аввакумовскому сельскому поселению.
Расположена восточнее Твери на реке Орше, между посёлком Сахарово (7 км) и посёлком Новая Орша (4,5 км).
В 1997 году — 1 хозяйство, 2 жителя.